# Organi del Duomo di Milano

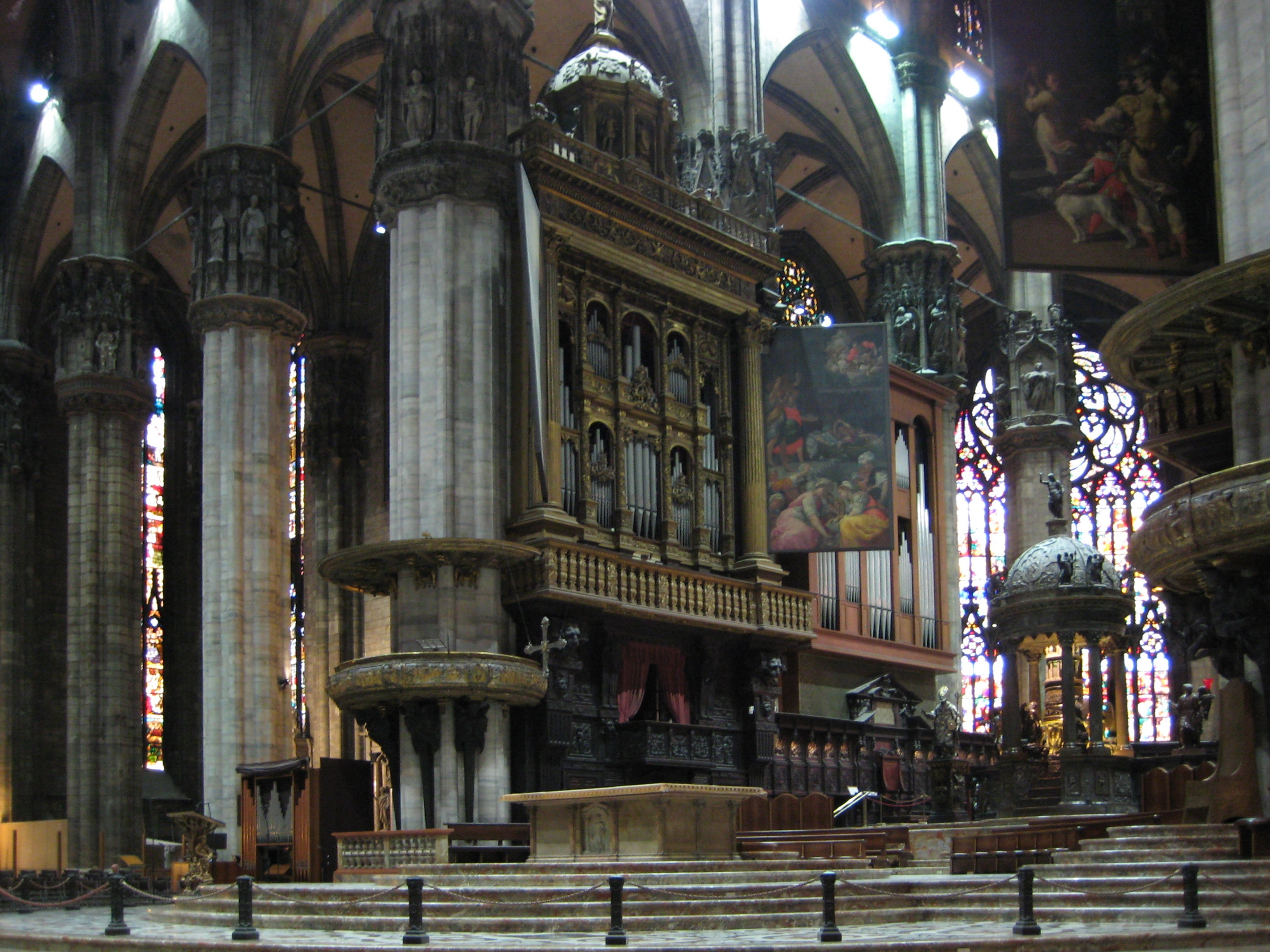
Corpi di sinistra dell'organo

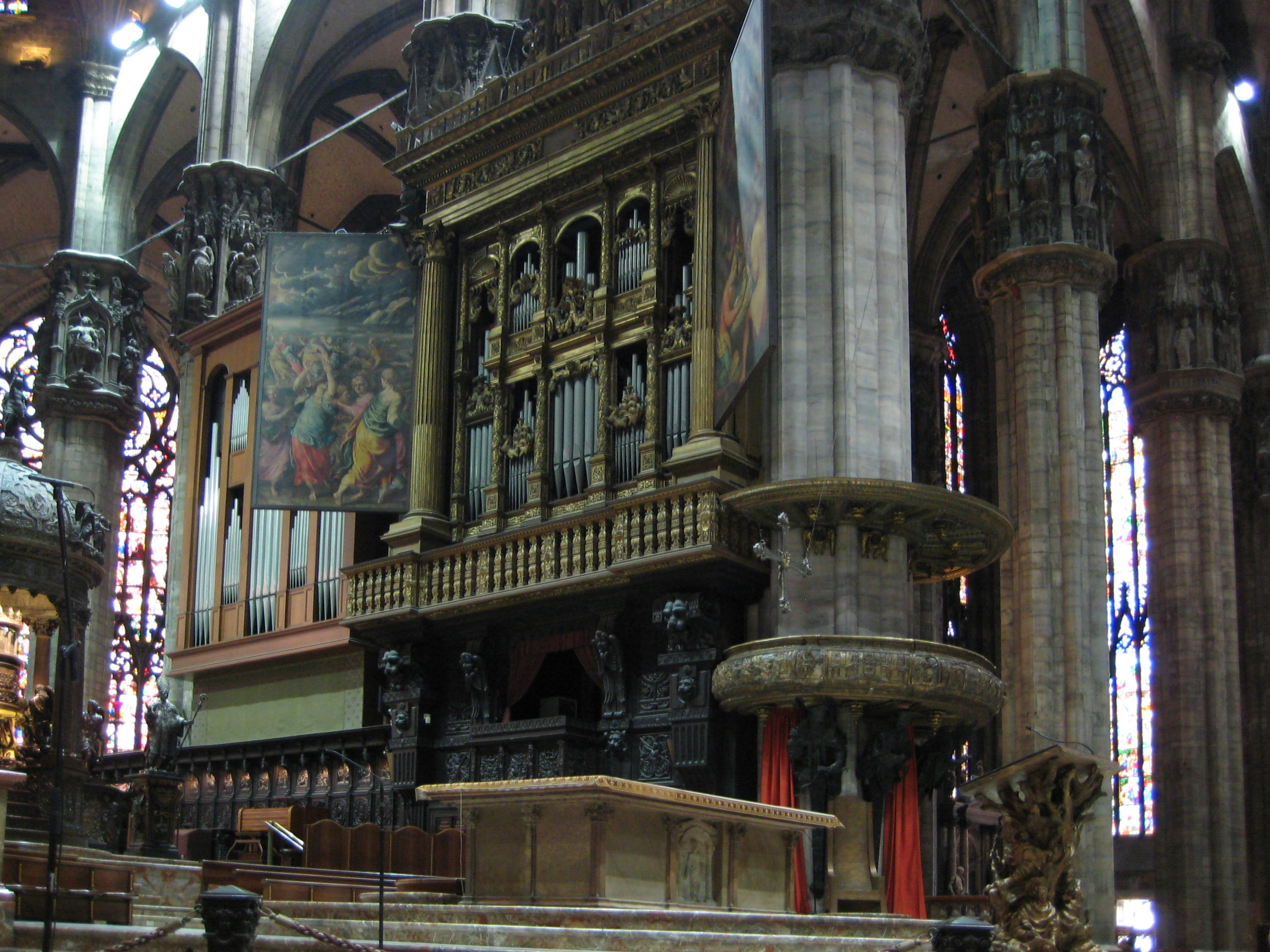
Corpi di destra dell'organo

Nel duomo di Milano si trovano tre organi a canne:
- l'organo maggiore, costruito nel 1937-1938 dalle ditte organarie Tamburini (opus 191) e Mascioni (opus 506),[1] ha tre consolle, quella principale "storica" e quella principale "moderna" (elettronica, opera della ditta Colzani) con 5 tastiere e pedaliera, più una ausiliaria a tre tastiere e pedaliera, ha 196 registri (145 nominali) ed è il più grande organo a canne italiano, uno dei più grandi in Europa;[2]
- l'organo corale, costruito nel 1984 da Tamburini (opus 595) ha due tastiere e pedaliera e 17 registri e si può suonare anche dalle consolle dell'organo maggiore;
- l'organo della cripta, costruito nel 1913 da Tamburini (opus 61) e riformato dalla stessa ditta nel 1941 (opus 217), con due tastiere e pedaliera e 16 registri.

## Storia

### XIV-XIX secolo
Il primo organo a canne del duomo di Milano di cui si è a conoscenza è uno strumento costruito nel 1395 dall'organaro Fra' Martino De' Stremidi per la sagrestia settentrionale che, a metà del secolo successivo, venne collocato nel transetto settentrionale sulla parete di destra; fino ad allora, per accompagnare i canti durante le celebrazioni all'altare maggiore si era usato un piccolo organo positivo.
L'8 gennaio 1464, venne stipulato un contratto fra l'organaro tedesco Bernardo d'Alemagna e Francesco Sforza per la costruzione di un nuovo organo a canne, da collocarsi nel transetto meridionale specularmente rispetto all'organo già esistente. Lo strumento, costruito durante il 1465, venne collaudato il 20 luglio e il 30 settembre 1466; due collaudatori, Giovanni da Mercatello e Costantino Tantini, fecero delle aspre critiche all'organaro. Lo strumento aveva circa mille canne ed una base di 8 piedi, probabilmente non costruito da più registri separati, ma da un unico registro che comprendeva tutte le canne.
Nel 1490 Bartolomeo Antegnati restaura l'organo settentrionale, apportando alcune modifiche allo strumento. L'organo meridionale, invece, viene restaurato nel 1508 da Leonardo d'Alemagna.
A partire dal 1540, l'organaro Gian Giacomo Antegnati costruisce un nuovo organo in sostituzione di quello di fine Trecento, che verrà collocato nel 1580 sul lato sinistro del presbiterio nel contesto dei lavori voluti da Carlo Borromeo affidati a Pellegrino Tibaldi e su sollecitazione del visitatore apostolico Gerolamo Regazzoni che visitò il Duomo nel 1576. Tra il 1584 e il 1590 viene costruito un nuovo strumento sul lato opposto del presbiterio con cassa identica dall'organaro Cristoforo Valvassori, che aveva ricevuto questo incarico nel 1579. Le casse dei due strumenti vennero rifatte alla fine del secolo da Sante Corbetta. Entrambi gli strumenti erano con base di 24 piedi ed avevano un'unica tastiera di 50 note con pedaliera a leggio.

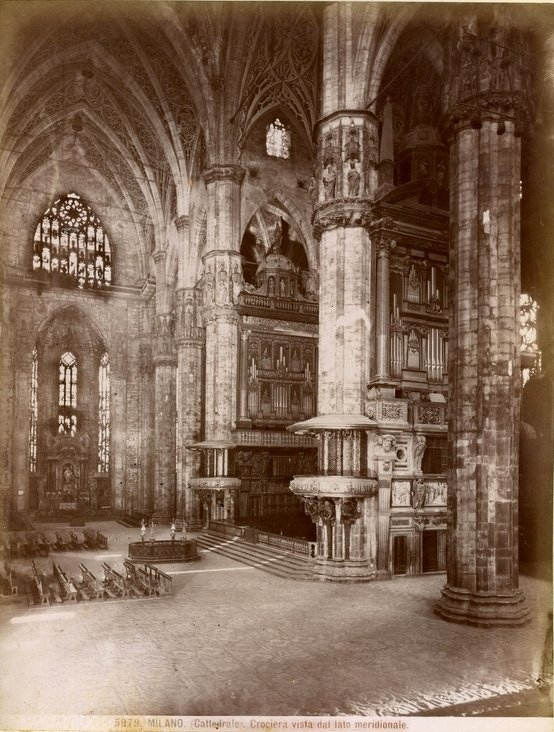
Gli organi in una foto di metà Ottocento di Giacomo Brogi

Nel corso dei secoli XVII e XVIII, i due organi del duomo vennero più volte restaurati e modificati per conformarli ai canoni musicali dell'epoca. I rifacimenti più importanti risalgono al XIX secolo: l'organo settentrionale venne rifatto dai fratelli Serassi nel 1842, mentre quello meridionale una prima volta da Eugenio Biroldi nel 1825 ed una seconda da Pietro e Luigi Bernasconi nel 1876; in tale occasione, fu dotato di una seconda tastiera con cassa espressiva, chiamata Organo Eco.

### XX secolo e terzo millennio
Nel 1905-1907, Vincenzo Mascioni modifica i due organi in modo tale da avere due strumenti gemelli (entrambi opus 299), dotati di trasmissione pneumatico-tubolare e ciascuno di una consolle a due tastiere e pedaliera estesa. Si decise di mantenere invariate le altezze di alcuni registri, in particolare quelli di timbro di principale (24 piedi), aggiungendone altri su base di 16 piedi e adattando alcuni registri precedenti a questi ultimi. La sua disposizione fonica era la seguente:
| I - Grand'Organo   |        |
| Principale         | 24'    |
| Principale violino | 16'    |
| Principale grave   | 12'    |
| Ottava             | 6'     |
| Ottava violino     | 4'     |
| Duodecima          | 4'     |
| Quinta             | 3'     |
| Ripieno grave      |        |
| Ripieno acuto      |        |
| Eufonio            | 8'     |
| Flauto             | 8'     |
| Flauto armonico    | 6'     |
| Cornetto           | 4 file |
| Voce umana         | 8'     |
| Salicionale        | 8'     |

| II - Positivo      |     |
| Principale violino | 12' |
| Ottava             | 6'  |
| Quinta             | 3'  |
| Ripieno            |     |
| Flauto silvestre   | 8'  |
| Flauto doppio      | 4'  |
| Gamba              | 12' |
| Voce celeste       | 8'  |

| Pedale               |         |
| Contrabbasso         | 24'     |
| Contrabbasso violino | 16'     |
| Duodecima            | 10.2/3' |
| Quinta               | 5.1/3'  |
| Subbasso             | 24'     |
| Basso armonico       | 12'     |
| Violone              | 12'     |

Nel 1937 Benito Mussolini decide di far costruire un nuovo organo monumentale per il duomo. Vengono scelte per la costruzione dell'importante opera le migliori tre ditte organarie italiane dell'epoca: Tamburini (Crema), Mascioni (Cuvio) e Balbiani Vegezzi-Bossi (Milano). Viene progettato un grandioso strumento che prevede, oltre all'utilizzo di soli materiali italiani imposto dal committente, il riutilizzo, e quindi l'elettrificazione e la modifica, dei due strumenti barocchi. A questo punto la ditta Balbiani Vegezzi-Bossi si tira indietro, essendo incompatibile con la sua filosofia costruttiva la costruzione di un organo unendo caratteristiche tecniche e foniche fra di loro molto differenti e modificando profondamente degli strumenti antichi. Per il periodo dei lavori, Mascioni fornì un organo provvisorio (opus 507) che, al loro termine, fu trasferito nella chiesa di San Silvestro ad Asti, ove si trova tuttora.
Il grande organo viene terminato l'anno successivo, nel 1938, e venne inaugurato il 4 novembre dello stesso anno, in concomitanza con i festeggiamenti per il quarto centenario della nascita di Carlo Borromeo e, per la sua grandezza, in un articolo venne definito Arciorgano del Duomo di Milano. I concerti inaugurali furono due: il primo il giorno 17, e il secondo il giorno 22 dello stesso mese e vennero tenuti dagli organisti italiani più importanti dell'epoca: Costante Adolfo Bossi, Luigi Ferrari Trecate, Santo Spinelli, Ulisse Matthey e Fernando Germani.
Lo strumento era suddiviso in sei corpi distinti, ognuno dei quali aveva una sezione propria del pedale e faceva riferimento ad una delle cinque tastiere della consolle:
- l'Organo Positivo (I tastiera) nella seconda campata della navata destra del transetto settentrionale, nel finestrone sopra l'altare di Santa Tecla;
- il Grand'Organo (II tastiera) nelle due antiche casse cinquecentesche;
- l'Organo Espressivo (III tastiera) nella seconda campata di sinistra del deambulatorio, nel finestrone sopra la porta della Sagrestia delle Messe;
- l'Organo Corale (III tastiera) nell'abside, dietro l'altar maggiore, sulla cantoria posticcia situata sopra il coro dei canonici, suonabile anche da una consolle propria con tastiera unica situata dietro l'altare;
- l'Organo Solo (IV tastiera) nella seconda campata della navata sinistra del transetto meridionale, nel finestrone sopra l'altare di Sant'Agnese;
- l'Organo Eco (V tastiera) nella seconda campata di destra del deambulatorio, nel finestrone sopra la porta della Sagrestia Capitolare.

La consolle, di dimensioni monumentali, era collocata sopra la cantoria posticcia, nell'abside. Una seconda consolle si trovava nei pressi dell'altare maggiore, a pavimento.
Fra il 1965 e il 1966, a causa dei prossimi lavori di consolidamento dei quattro pilastri del tiburio, l'organo venne integralmente smontato e la ditta Tamburini, nel 1971, costruì per il duomo un organo corale mobile di medie dimensioni, da collocare ove ve ne fosse la necessità.
Nel 1984 la ditta Tamburini rimonta l'organo riunendo le canne dei corpi situati nelle finestre sopra le sagrestie e le relative sezioni del Pedale in due casse che vennero collocate una di fronte all'altra sui due lati del presbiterio, affiancate alle due casse antiche. L'Organo Corale posto dietro l'altare maggiore venne rimosso, e al suo posto venne collegato alla consolle l'organo corale mobile costruito nel 1971. Inoltre, i registri del Grand'Organo (II tastiera) e della sua sezione del pedale, sulla consolle vennero suddivisi in due sezioni, Grand'Organo Nord e Grand'Organo Sud in base alla loro posizione all'interno delle due casse antiche. La consolle, invece, venne situata nella parte alta del presbiterio festivo, di fianco all'antico altare maggiore, sotto l'organo cinquecentesco di destra. Lo strumento venne dotato anche di una nuova consolle a tre tastiere unita all'Grand'Organo Nord (I tastiera), all'Organo Corale Tamburini del 1971 (II tastiera) e all'Grand'Organo Sud (III tastiera) e collocata nella prima campata del transetto sinistro, nei pressi del luogo in cui trovano posto i cantori e i cori durante le celebrazioni. Inoltre, furono ripristinate le due consolle degli organi antichi secondo la loro conformazione barocca, ognuna con unica tastiera di 50 note e 12 registri. Il concerto inaugurale venne tenuto dal titolare Luigi Benedetti l'8 settembre 1986.
Da allora, per oltre 30 anni, lo strumento non fu soggetto a restauri o interventi tecnici di particolare impatto: in occasione del Giubileo del 2000 lo strumento fu ripulito e le canne vennero riaccordate, mentre nel 2002 fu aggiornata la trasmissione elettrica, con l'installazione di due nuove centraline nella consolle maggiore e nella consolle del transetto; la parte tecnica rimase ferma ai lavori ultimati nel 1986. L'organo corale mobile è stato invece restaurato nel 2012 dalla ditta Colzani di Bulgarograsso.
Occorse attendere il 2019 per l'avvio di un completo restauro all'organo maggiore, la cui piena funzionalità risultava ormai compromessa da circostanze quali la levigatura dei marmi del pavimento della cattedrale, che aveva liberato grandi quantitativi di polvere altamente abrasiva, il cui accumulo nei corpi d'organo aveva impattato sia sulla sonorità delle canne, sia sulla meccanica (corrodendo ad esempio le parti in pelle). I lavori, sempre affidati alla ditta Colzani, hanno incluso una revisione generale, lo smontaggio e la riparazione delle canne del corpo settentrionale, il restauro di tutti i mantici e la digitalizzazione della gestione dello strumento (superando così i limiti del sistema elettromeccanico), con messa in opera di una nuova consolle principale. Si mise anche mano alla parte pittorica costituita dagli "antoni", andando a sanare gli interventi e rimaneggiamenti effettuati nel tempo con materiali talora non appropriati e il ripristino delle porzioni distaccatesi per via della dilatazione e frammentazione delle tavole.

## Organo maggiore

### Descrizione

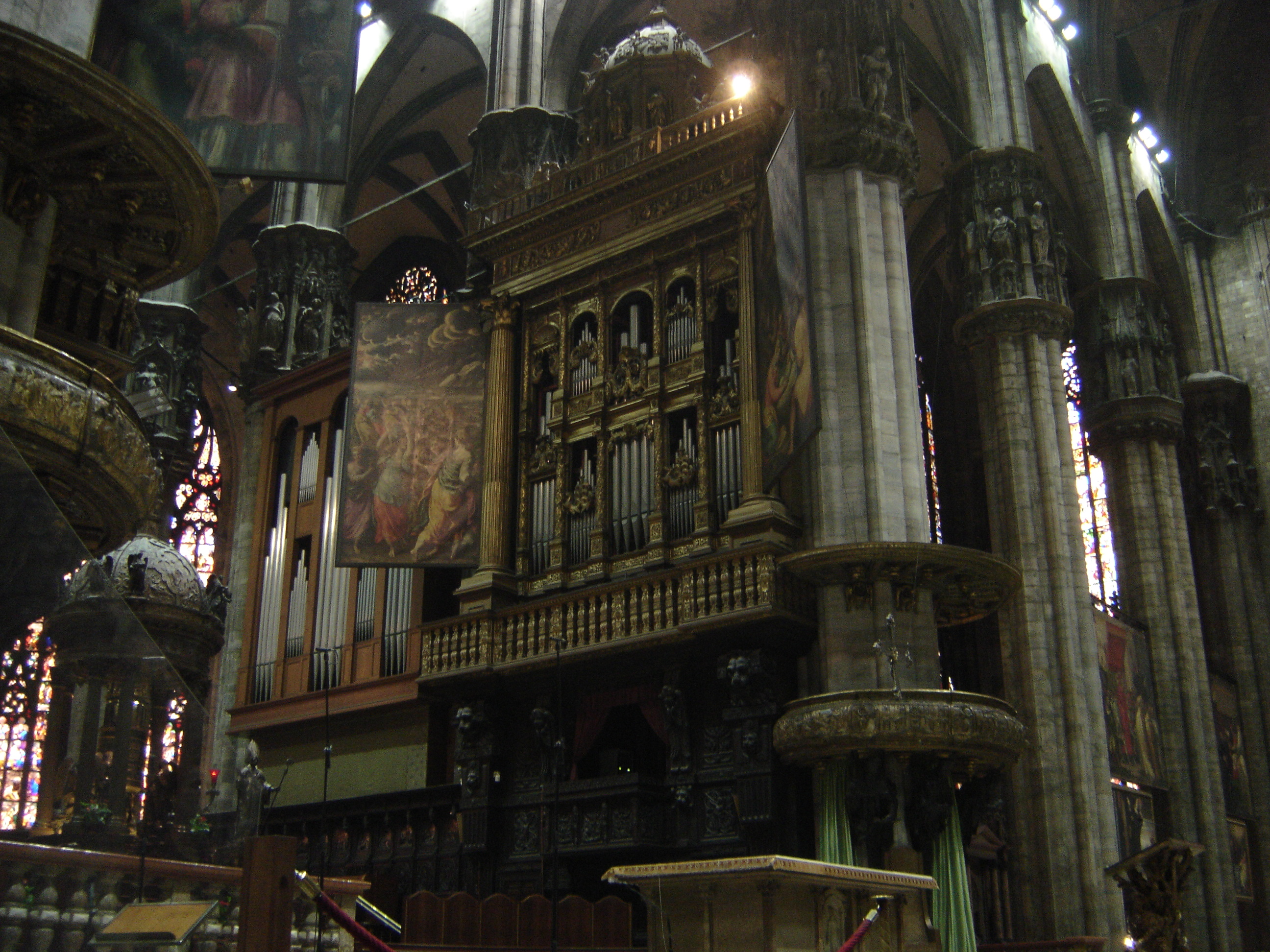
I due corpi destri dell'organo. Si noti la differenza di decorazione fra la cassa antica e quella moderna.

Lo strumento, con le sue 15.800 canne circa per un totale di 196 registri nominali (145 registri reali), è il più grande organo a canne in Italia, uno dei maggiori d'Europa. Lo strumento è diviso in quattro corpi, disposti a coppie ai due lati del presbiterio, nell'intercolumnio fra abside e presbiterio, al disopra degli stalli lignei del coro.
Nella prima campata dell'abside si trovano i due organi antichi, entro le artistiche casse lignee finemente intagliate della fine del XVI secolo. Queste furono realizzate gemelle da Sante Corbetta (organo settentrionale) e da Giovanni Paolo del Corno (organo meridionale). Intervennero nella decorazione delle casse anche Giovan Battista Mangone, Giovanni Taurini, che realizzò le statue sopra le due cupole, e Giacomo Taurini, che realizzò le statue dei santi Simpliciano, Barnaba ed Agostino.
Ognuno dei due organi antichi è chiuso da due coppie di ante dipinte, una coppia per ogni lato, per un totale di sedici monumentali tele, capolavoro del tardo manierismo di scuola milanese. La loro realizzazione avvenne fra il 1559, quando fu indetto il primo concorso per le ante dell'organo nord, ed il 1600, quando le ante rivolte verso il deambulatorio furono affidate a Camillo Procaccini. Fu molto accesa la competizione fra gli artisti per la realizzazione di quelle che dovevano essere le più importanti imprese pittoriche contenute nella cattedrale, tanto che il primo concorso dovette essere ripetuto a causa delle contestazioni. I soggetti delle otto ante rivolte verso l'altare maggiore, di Meda e Figino, furono dettati da Carlo Borromeo, e tutte le opere furono realizzate sotto la supervisione del direttore della Fabbrica, Pellegrino Tibaldi, il che conferisce loro uno stile omogeneo di ispirazione michelangiolesca filtrata secondo il monumentalismo tibaldiano. Le ultime, verso il deambulatorio esterno, furono dipinte invece su commissione di Federico Borromeo dall'emiliano Camillo Procaccini.
I soggetti dipinti sulle ante di entrambi gli organi sono i seguenti:
Organo settentrionale
- verso il presbiterio (Giuseppe Meda, 1564)
  - esterno: ll Trasporto dell’Arca Santa e Il Re Davide che suona l’arpa
  - interno: Natività e Assunzione di Maria
- verso il deambulatorio (Camillo Procaccini, 1600)
  - esterno: l’Ira di Saul placata col suono dell’Arpa
  - interno: Annunciazione e Visitazione

Organo meridionale
- verso il presbiterio (Ambrogio Figino, 1590)
  - esterno: Passaggio del Mar Rosso
  - interno: Natività di Gesù e Ascensione di Gesù
- verso il deambulatorio (Camillo Procaccini, 1600)
  - esterno: Davide uccide Golia e il Trionfo del Re Davide
  - interno: Trasfigurazione e Risurrezione di Cristo

Le due casse costruite nel 1984, nella loro semplicità ricalcano lo schema delle casse barocche. Sono in legno, prive di qualsivoglia decorazione ad eccezione di rifiniture geometriche. Le canne sono collocate in tre aperture ad arco principali, alte e strette, intervallate da due coppie di organetti morti sovrapposti. La trasmissione dell'organo è elettrica.
Dal 2021 è in esercizio una nuova consolle principale, completamente elettronica, costruita dalla ditta Colzani e situata a pavimento nel transetto di sinistra, presso la postazione del coro. Essa dispone di 5 tastiere a bilico con tasti in osso ed ebano, che impartiscono i comandi tramite sensori magnetici a effetto Hall (lo stesso sistema è in uso sulla pedaliera) con punto di accatto regolabile. Diverse funzioni sono comandabili digitalmente tramite touch screen. In precedenza, circa nella stessa posizione, era sistemata la consolle ausiliaria, della ditta Tamburini, dotata di tre tastiere di 61 note ciascuna (5 ottave, Do1-Do6) e di una pedaliera concavo-radiale di 32 note (2½ ottave, Do1-Sol3), collegata al Grand'Organo Nord (I tastiera), al Grand'Organo Sud (III tastiera) e all'Organo Corale (Grand'Organo sulla I tastiera, Positivo aperto sulla II), con le relative sezioni del pedale.
La ex consolle principale, risalente agli anni 1930 e sistemata da ultimo dalla ditta Mascioni nel 1985, è di carattere monumentale ed è situata nella parte superiore del presbiterio festivo, nei pressi dell'organo antico meridionale. Ha cinque tastiere di 61 note ciascuna (5 ottave, Do1-Do6) ed una pedaliera concavo-radiale di 32 note (2½ ottave, Do1-Sol3) e 245 placchette a bilico con i nomi incisi in nero (in rosso per i registri ad ancia) che comandano i vari registri, le unioni, gli accoppiamenti e gli annullatori ed è dotata di 4000 combinazioni libere distribuite in 500 gruppi. Le placchette sono contrassegnate da vari colori in base alla loro appartenenza ai manuali e alle relative sezioni del Pedale: in blu quelle del Positivo aperto (primo manuale), in verde quelle del Grand'Organo, in celeste quelle del Corale (terzo manuale), in rosso quelle dell'Espressivo (terzo manuale), in giallo quelle del Solo aperto (quarto manuale), in nero quelle dell'Eco espressivo. La parete esterna è decorata con intarsi lignei di fattura geometrica.
Le due sezioni del Grand'Organo possono essere suonate anche ciascuna da una propria consolle a finestra indipendente, collocata sulla relativa cantoria, a trasmissione elettrica e con un'unica tastiera e pedaliera.

### Disposizione fonica

#### Disposizione fonica del 1938
| I Positivo espressivo |        |
| Principale violone    | 16'    |
| Bordone dolce         | 16'    |
| Principale I          | 8'     |
| Principale II         | 8'     |
| Principalino          | 8'     |
| Flauto conico         | 8'     |
| Flauto camino         | 8'     |
| Viola di Gamba        | 8'     |
| Salicionale           | 8'     |
| Ottava                | 4'     |
| Flauto                | 4'     |
| Fugara                | 4'     |
| Nazardo               | 2.2/3' |
| Flagioletto           | 2'     |
| Terza Nazardo         | 1.3/5' |
| Piccolo               | 1'     |
| Ripieno 11 file       | -      |
| Cornetto comb.        | -      |
| Unda maris            | 8'     |
| Coro Violini 3 file   | 8'     |
| Concerto Viole 3 file | 8'     |
| Corno Bassetto        | 16'    |
| Corno inglese         | 8'     |
| Tuba mirabilis        | 8'     |
| Tromba armonica       | 8'     |
| Trombina              | 4'     |
| Tremolo               |        |

| II Grand'Organo      |        |
| Principale violone   | 16'    |
| Principale I         | 16'    |
| Principale II        | 16'    |
| Principale Major     | 8'     |
| Principale Forte     | 8'     |
| Principale Diapason  | 8'     |
| Principale Dolce     | 8'     |
| Eufonio              | 8'     |
| Bordone              | 8'     |
| Flauto aperto        | 8'     |
| Viola armonica       | 8'     |
| Dulciana             | 8'     |
| Principalino         | 4'     |
| Ottava I             | 4'     |
| Ottava II            | 4'     |
| Fugara               | 4'     |
| Ottaviante           | 4'     |
| Decima II            | 2.2/3' |
| Decima V             | 2'     |
| Ripieno 5 file       | -      |
| Ripieno 7 file       | -      |
| Ripieno 10 file      | -      |
| Gran Cornetto 5 file | -      |
| Voce umana           | 8'     |
| Tromba               | 16'    |
| Tromba               | 8'     |
| Clarinetto           | 8'     |
| Tuba armonica        | 8'     |
| Tuba magna           | 8'     |
| Trombina             | 4'     |

| III Recitativo espressivo  |        |
| Principale armonico        | 16'    |
| Controgamba                | 16'    |
| Principale diapason        | 8'     |
| Principale                 | 8'     |
| Eufonio                    | 8'     |
| Bordone                    | 8'     |
| Flauto celeste             | 8'     |
| Viola orchestrale          | 8'     |
| Ottava                     | 4'     |
| Fonino                     | 4'     |
| Flauto in selva            | 4'     |
| Flauto ottaviante          | 4'     |
| Salicet                    | 4'     |
| Flauto in XII              | 2.2/3' |
| Flautino                   | 2'     |
| Decimaquinta               | 2'     |
| Ripieno I                  | 6 file |
| Ripieno II                 | 6 file |
| Concerto Violini 5 file    | 8'     |
| Gran Concerto Viole 5 file | 8'     |
| Controtuba                 | 16'    |
| Tromba di corno            | 8'     |
| Tuba                       | 8'     |
| Oboe                       | 8'     |
| Tuba                       | 4'     |
| Cornomusa                  | 8'     |
| Corale angelica 2 file     | 8'     |
| Tremolo                    |        |

| III Corale aperto/espr registri espressivi * |     |
| Principale                                   | 16' |
| Principale I                                 | 8'  |
| Principale II                                | 8'  |
| Principalino                                 | 8'* |
| Eufonio                                      | 8'* |
| Corno di notte                               | 8'* |
| Flauto                                       | 8'* |
| Viola                                        | 8'* |
| Ottava                                       | 4'* |
| Flauto                                       | 4'* |
| Decima V                                     | 2'* |
| Ripieno 6 file                               | - * |

| IV Solo espressivo  |        |
| Principale          | 16'    |
| Quintante           | 16'    |
| Principale Stentor  | 8'     |
| Principale Violino  | 8'     |
| Flauto a camino     | 8'     |
| Gamba serafona      | 8'     |
| Armonica            | 8'     |
| Flauto in V         | 5.1/3' |
| Principalino        | 4'     |
| Tibia major         | 4'     |
| Flauto ottaviante   | 4'     |
| Flauto solista      | 4'     |
| Fugara              | 4'     |
| Squillante          | 2'     |
| Sesquialtera 2 file | -      |
| Mistura 6 file      | -      |
| Viola celeste       | 8'     |
| Coro d'archi 5 file | 8'     |
| Fagotto             | 16'    |
| Corno inglese       | 8'     |
| Corno orchestrale   | 8'     |
| Tuba trionfale      | 8'     |
| Cornetto da fanfara | 5.1/3' |
| Chiarina            | 4'     |
| Tremolo             |        |

| V Eco espressivo        |        |
| Corno di camoscio       | 16'    |
| Principale aperto       | 8'     |
| Principale conico       | 8'     |
| Corno di notte          | 8'     |
| Flauto d'eco            | 8'     |
| Viola d'amore           | 8'     |
| Flauto silvestre        | 4'     |
| Ottava armonica         | 4'     |
| Flauto in XII           | 2.2/3' |
| Armonia eterea 5 file   | -      |
| Voce angelica           | 8'     |
| Concerto violini 4 file | -      |
| Corno francese          | 8'     |
| Oboe d'eco              | 8'     |
| Tremolo                 |        |

| Pedale I       |     |
| Contrabasso    | 16' |
| Violone        | 16' |
| Subbasso       | 16' |
| Basso armonico | 8'  |
| Ottava         | 4'  |
| Corno bassetto | 16' |
| Tromba         | 8'  |

| Pedale II      |         |
| Acustico       | 64'     |
| Principale     | 32'     |
| Contrabasso    | 32'     |
| Contrabasso    | 16'     |
| Principale     | 16'     |
| Subbasso       | 16'     |
| Gran Quinta    | 10.2/3' |
| Basso forte    | 8'      |
| Ottava         | 8'      |
| Bordone        | 8'      |
| Quinta         | 5.1/3'  |
| Ottava         | 4'      |
| Flauto         | 4'      |
| Controbombarda | 32'     |
| Bombarda       | 16'     |
| Controfagotto  | 16'     |
| Tromba         | 8'      |
| Clarone        | 4'      |

| Pedale III          |     |
| Principale armonico | 16' |
| Subbasso            | 16' |
| Basso violone       | 8'  |
| Bordone             | 8'  |
| Violoncello         | 8'  |
| Fugara              | 4'  |
| Controtuba          | 16' |
| Tuba                | 8'  |

| Pedale Corale |     |
| Principale    | 16' |
| Subbasso      | 16' |
| Basso         | 8'  |
| Bordone       | 8'  |

| Pedale IV          |     |
| Principale stentor | 16' |
| Tibia              | 16' |
| Armonica           | 16' |
| Basso forte        | 8'  |
| Principale         | 8'  |
| Tuba profonda      | 16' |
| Tuba               | 8'  |
| Trombina           | 4'  |

| Pedale V  |     |
| Flauto    | 16' |
| Basso-eco | 8'  |
| Flauto    | 4'  |

#### Disposizione fonica dal 1984 al 2021
| I - Positivo aperto |        |
| Principale violone  | 16'    |
| Principale I        | 8'     |
| Principale II       | 8'     |
| Gemshorn            | 8'     |
| Ottava              | 4'     |
| XII                 | 2.2/3' |
| XV-XIX              | 2'     |
| Ripieno             | 5 file |
| Ripieno             | 6 file |
| Bordone             | 16'    |
| Flauto a camino     | 8'     |
| Flauto conico       | 8'     |
| Flauto doppio       | 4'     |
| Nazardo             | 2.2/3' |
| Flagioletto         | 2'     |
| Terza di Nazardo    | 1.3/5' |
| Piccolo             | 1'     |
| Viola da gamba      | 8'     |
| Fugara              | 4'     |
| Salicionale         | 8'     |
| Unda maris          | 8'     |
| Corno di bassetto   | 16'    |
| Corno inglese       | 8'     |
| Tuba mirabilis      | 8'     |
| Tromba armonica     | 8'     |
| Chiarina            | 4'     |
| Tremolo             |        |

| II - Grand'Organo Nord |         |
| Principale             | 32'     |
| Principale I           | 16'     |
| Principale major       | 8'      |
| Principale diapason    | 8'      |
| Ottava forte           | 4'      |
| XII                    | 2.2/3'  |
| XV                     | 2'      |
| XIX                    | 1.1/3'  |
| Ripieno                | 10 file |
| Bordone                | 8'      |
| Flauto in VIII         | 4'      |
| Flauto in XV           | 2'      |
| Cornetto               | 4 file  |
| Tuba forte sonorità    | 8'      |
| Tuba major             | 8'      |
| Clarinetto             | 8'      |
| Tromba armonica        | 8'      |
| Trombina               | 4'      |

| II - Grand'Organo Sud |         |
| Principale II         | 16'     |
| Principale violone    | 16'     |
| Principale forte      | 8'      |
| Ottava                | 4'      |
| XII                   | 2.2/3'  |
| XV                    | 2'      |
| XIX - XXII            | 1.1/3'  |
| Ripieno               | 10 file |
| Flauto aperto         | 8'      |
| Flauto ottaviante     | 4'      |
| Flauto in XVII        | 1.3/5'  |
| Viola armonica        | 8'      |
| Voce umana            | 8'      |
| Tromba                | 16'     |
| Tromba                | 8'      |

| III - Espressivo    |        |
| Principale armonico | 16'    |
| Principale          | 8'     |
| Principale diapason | 8'     |
| Eufonio             | 8'     |
| Ottava              | 4'     |
| XV                  | 2'     |
| Mixtur              | 2 file |
| Scharf              | 3 file |
| Zimbel              | 3 file |
| Bordone             | 8'     |
| Flauto in selva     | 4'     |
| Flauto ottaviante   | 4'     |
| Fonino              | 4'     |
| Flauto in XII       | 2.2/3' |
| Flautino            | 2'     |
| Larigot             | 1.1/3' |
| Controgamba         | 16'    |
| Flauto celeste      | 8'     |
| Viola di orchestra  | 8'     |
| Salicet             | 4'     |
| Concerto violini    | 4 file |
| Gran concerto viole | 8'     |
| Contro tuba         | 16'    |
| Tromba corno        | 8'     |
| Tuba                | 8'     |
| Oboe                | 8'     |
| Cornamusa           | 8'     |
| Tuba                | 4'     |
| Corale angelica     | 2 file |
| Tremolo             |        |

| III - Corale  |        |
| aperto        |        |
| Principale    | 8'     |
| Ottava        | 4'     |
| XV            | 2'     |
| Ripieno       | 4 file |
| Flauto camino | 8'     |
| espressivo    |        |
| Bordone       | 8'     |
| Cimbalo       | 2 file |
| Principalino  | 4'     |
| Ottava        | 2'     |
| Violoncello   | 8'     |

| IV - Solo aperto   |        |
| Principale         | 16'    |
| Principale stentor | 8'     |
| Principalino       | 4'     |
| Mixtur             | 6 file |
| Quintante          | 16'    |
| Flauto a camino    | 8'     |
| Tibia major        | 4'     |
| Flauto in quinta   | 5.1/3' |
| Flauto ottaviante  | 4'     |
| Grosse tierce      | 3.1/5' |
| Squillante         | 2'     |
| Sesquialtera       | 2 file |
| Gamba serafona     | 8'     |
| Armonica           | 8'     |
| Fugara             | 4'     |
| Flauto solista     | 8'     |
| Viola celeste      | 3 file |
| Coro d'archi       | 5 file |
| Fagotto            | 16'    |
| Corno orchestrale  | 8'     |
| Corno inglese      | 8'     |
| Tuba trionfale     | 8'     |
| Cornetto fanfara   | 5.1/3' |
| Chiarina           | 4'     |
| Tremolo            |        |

| V - Eco espressivo |        |
| Principale aperto  | 8'     |
| Principale conico  | 8'     |
| Ottava armonica    | 4'     |
| Voce angelica      | 8'     |
| Armonia eterea     | 5 file |
| Gemshorn           | 16'    |
| Corno di notte     | 8'     |
| Flauto silvestre   | 4'     |
| Flauto in XII      | 2.2/3' |
| Flautino           | 2'     |
| Viola d'amore      | 8'     |
| Concerto violini   | 4 file |
| Corno francese     | 8'     |
| Oboe d'eco         | 8'     |
| Tremolo            |        |

| Pedale Positivo   |     |
| Principale        | 24' |
| Contrabbasso      | 16' |
| Basso armonico    | 8'  |
| Ottava            | 4'  |
| Subbasso          | 16' |
| Violone           | 16' |
| Corno di bassetto | 16' |
| Tromba            | 8'  |
| Clarino           | 2'  |

| Pedale Grand'Organo Nord |     |
| Acustico                 | 64' |
| Principale               | 32' |
| Principale               | 16' |
| Principale               | 8'  |
| Ottava                   | 4'  |
| Subbasso                 | 16' |
| Bordone                  | 8'  |
| Bordone                  | 4'  |
| Controfagotto            | 16' |

| Pedale Grand'Organo Sud |         |
| Contrabbasso            | 32'     |
| Contrabbasso            | 16'     |
| Gran Quinta             | 10.2/3' |
| Basso forte             | 8'      |
| Quinta                  | 5.1/3'  |
| Controbombarda          | 32'     |
| Bombarda                | 16'     |
| Tromba                  | 8'      |
| Clarone forte           | 4'      |

| Pedale Espressivo   |     |
| Principale armonico | 16' |
| Basso violone       | 8'  |
| Subbasso            | 16' |
| Bordone             | 8'  |
| Violoncello         | 8'  |
| Fugara              | 4'  |
| Controtuba          | 16' |
| Tuba                | 8'  |

| Pedale Corale |     |
| Subbasso      | 16' |
| Bordone       | 8'  |
| Basso         | 8'  |
| Clarone       | 4'  |

| Pedale Solo        |     |
| Principale         | 24' |
| Principale stentor | 16' |
| Tibia              | 16' |
| Armonica           | 16' |
| Basso forte        | 8'  |
| Principalino       | 8'  |
| Tuba profonda      | 16' |
| Tuba               | 8'  |
| Trombina           | 4'  |

| Pedale Eco  |     |
| Flauto      | 16' |
| Basso d'eco | 8'  |
| Flauto      | 4'  |

## Organo corale
A metà del tornacoro si trova l'organo corale mobile costruito nel 1971 dalla ditta Tamburini (opus 595). La sua funzione era quella di sostituire l'organo maggiore, allora smontato per il consolidamento dei quattro pilastri della cupola. Lo strumento venne fatto mobile così da poter essere spostato facilmente con l'avanzamento del cantiere nei posti rimasti liberi. Dopo la fine dei lavori di restauro, è stato collocato per qualche tempo sotto l'arco fra la prima campata della navata centrale e della navata destra del braccio settentrionale del transetto, dove serviva da organo-guida per il coro, che siede lì vicino.
Lo strumento è a trasmissione integralmente meccanica ed ha due tastiere di 61 note ciascuna ed una pedaliera concavo-radiale di 32. La sua disposizione fonica era la seguente:
| I - Grand'Organo |        |
| Principale       | 8'     |
| Ottava           | 4'     |
| Decimaquinta     | 2'     |
| XIX-XXII         | 1.1/3' |
| XXVI-XXIX        | 2/3'   |
| Flauto a camino  | 8'     |

| II - Positivo aperto |        |
| Bordone              | 8'     |
| Ottava               | 4'     |
| Decimaquinta         | 2'     |
| Cimbalo              | 2 file |
| Sesquialtera         | 2 file |
| Flauto               | 4'     |
| Violoncello          | 8'     |
| Tremolo              |        |

| Pedale   |     |
| Subbasso | 16' |
| Basso    | 8'  |
| Bordone  | 8'  |
| Clarone  | 4'  |

## Organo della cripta
Nella cripta, alla sinistra dell'altare, si trova l'organo a canne Tamburini opus 217, riforma del 1941 effettuata sull'organo opus 61 del 1913; originariamente a trasmissione pneumatica, venne elettrificato dalla ditta costruttrice nel 1960 e in tale occasione ampliato dalla stessa. Lo strumento presenta un somiere a doppio scompartimento, con i registri delle due tastiere in comune. La sua consolle, indipendente, dispone di due tastiere di 58 note ciascuna e pedaliera dritta di 27 note.
Di seguito la disposizione fonica dell'organo:
| I - Espressivo      |        |
| Principale          | 8'     |
| Salicionale         | 8'     |
| Corno di camoscio   | 8'     |
| Ottava              | 4'     |
| XV                  | 2'     |
| Ripieno 5 file      | 2'     |
| Sesquialtera 2 file | 2.2/3' |
| Voce celeste        | 8'     |
| Tremolo             |        |

| II - Espressivo     |        |
| Principale          | 8'     |
| Salicionale         | 8'     |
| Corno di camoscio   | 8'     |
| Ottava              | 4'     |
| XV                  | 2'     |
| Ripieno 5 file      | 2'     |
| Sesquialtera 2 file | 2.2/3' |
| Voce celeste        | 8'     |
| Tremolo             |        |

| Pedale   |     |
| Subbasso | 16' |
| Bordone  | 8'  |